# Gnophos perspersata
Gnophos perspersata là một loài bướm đêm trong họ Geometridae.